# Mihai Rădulescu
Mihai Rădulescu (n. 15 mai 1936, București, România – d. 20 ianuarie 2009, București, România) a fost un scriitor, istoric al detenției române sub comunism, armenolog, cercetător al artelor plastice și editor român.

## Biografie
Născut la 15 mai 1936, în București, în familia Dumitru și Toni Rădulescu (ambii, fugiți de părinți, în capitală, pentru a-și apăra dragostea), fiul lor unic Mihai este hărăzit unui destin ciudat, numărând atât suișuri cât mai ales coborâșuri, deseori amețitoare, ce au format din el un luptător (caracteristică a multor copii și tineri care au crescut sub comunism, în România). 
A refuzat să facă parte din orice organizație comunistă, iar în anul II al Facultății de Filologie, secția de Limbă și Literatură Engleză, preia chemarea studenților mediciniști la o demonstrație în Piața Universității, convocând numeroși colegi de facultate și alți cunoscuți. Este arestat la 4 noiembrie 1956 și condamnat în lotul organizatorilor la patru ani închisoare corecțională. Îi efectuează la Jilava, Gherla, Periprava, Salcia, Luciu-Giurgeni, după ce fusese anchetat la Ministerul de Interne.
A avut câteva mari suferințe: oreionul ce nu i-a fost tratat, rămânând astfel infertil, avitaminoza A, tratată numai cu o pilulă de polivitamină pe tot parcursul bolii, însoțită de 20-30 crize nervoase pe zi, timp de mai bine de o lună. Finalmente, se eliberează din spitalul din Slobozia, bolnav de febră tifoidă și mutat la spitalul de boli contagioase din București. 
Aceasta l-a scăpat de domiciliul obligatoriu ce-i aștepta pe toți cei eliberați în acea perioadă. Reia studiile universitare în 1963, devine licențiat în limbă și literatură engleză și română, iar în continuare se înscrie la doctorat, sub îndrumarea prof. Zoe Dumitrescu-Bușulenga, dar nu a întrunit condițiile politice necesare pentru susținerea tezei. 
Între timp a fost profesor de liceu, asistent al Facultății de Limbă Engleză și al Institutului Pedagogic; în 1972 a fost numit prin concurs lector de limbă engleză și franceză la Institutul Teologic de Grad Universitar din București, de unde va ieși la pensie la șaizeci și cinci de ani. 
O boală gravă (astm), coroborată cu alta la fel de gravă de inimă, îl împiedică ani de zile să mai iasă din casă și, din când în când, îl conduce la spital. Aceasta nu-l împiedică să-și continue activitățile de scriitor de beletristică, de istoric al detenției române sub comunism, de armenolog, de cercetător al artelor plastice și de editor.
După Revoluția Română din 1989 a întemeiat editura Ramida care a funcționat timp de zece ani. Scopul ei era publicarea de memorii de detenție și de carte religioasă. 
Colaborează cu regularitate la revista Ararat, Nor Ghiang, Memento (Timișoara) și la Contemporanul, Ideea Europeană. La postul de radiodifuziune România Culturală a deținut o rubrică timp de trei ani.
Astăzi are unul dintre cele mai bogate și mai bine organizate site-uri literare și de detenție din țară, unde nu demult a deschis un capitol nou: „Cartea Prietenului Meu”, dedicat acelor foști deținuți sau rudelor acestora, ce nu au bani să-și publice memoriile .
S-a stins din viață, după o perioadă de câțiva ani de suferință (suferea de astm), pe 20 ianuarie 2009.

## Cărți publicate
- Capcanele" vocabularului englez - Andrei Bantas și Mihai Rădulescu, Editura Științifică, 1967
- Violonistica enesciană: violonistul Enescu : creația enesciană pentru vioară, Editura Muzicala, 1971
- Finaluri complexe în șah: arta marilor campioni, Editura Stadion, 1972
- Shakespeare - un psiholog modern, Albatros, 1979
- Educația prin muncă a elevilor: schițe pedagogice, Editura Didactică și Pedagogică, 1981
- Civilizația armenilor, Editura Sport-Turism, 1983
- Stilistica spectacolului: elemente de stilistică antropologică în teatru, Editura Junimea, 1985
- Mozart: șapte zile pentru nemurire, Editura Muzicală, 1987
- O vizită la Regele Mihai I, Editura Semnalul, 1990
- Pe bulevard în jos: schițe și nuvele, Editura Litera, 1990
- False friends - Andrei Bantas și Mihai Rădulescu, Editura Teora, 1992
- Tragedia lui Lucrețiu Pătrășcanu: convorbiri cu omul politic Corneliu Coposu, Editura Ramida, 1992
- Sânge pe Râul Doamnei: Până când atâta suferință?, Editura Ramida, 1992
- Caidul: nuvelele adolescenței în temnițele comuniste, Editura Ramida, 1992
- Dactilografele și revoluția, Editura Ramida, 1993
- Casa lacrimilor neplânse: martor al acuzării în procesul "reeducatorilor", Editura Ramida, 1993
- Ion Mihalache: În înfruntare cu Carol II, Editura Ramida, 1993
- Rugul Aprins. Duhovnicii Ortodoxiei, sub lespezi, în gherlele comuniste, Editura Ramida, 1993
- Împușcarea călărețului, Editura Ramida, 1994
- Martiriul Bisericii Ortodoxe Române, Editura Ramida, 1994
- Codrul scufundat: la 50 ani de la moartea lui Liviu Rebreanu, Editura Ramida, 1994
- Evadarea lui Liviu Rebreanu, Editura Ramida, 1994
- Popa Piso din Zarnesti, Editura Ramida, 1994
- Condamnat să învingă, Editura Ramida, 1995
- Antropologia stilistică: lumea lui Charles Dickens, Editura Ramida, 1995
- Flăcări sub cruce, Editura Ramida, 1995
- Testament între înger și diavol, Editura Ramida, 1995
- Un viitor călugăr greco-catolic din preajma „Rugului aprins; în colaborare cu Pericle Martinescu și Justin Paven), Editura Ramida, 1996
- Alcovul secret" din volumul de povestiri: "Decameronul din Nowhershire, sub pseudonimul Alquain Foggrery (publicat la Editura F.F.Press, într-o primă ediție, 1996; a doua apariție la Editura Ramida)
- Haiku-urile putrezirii de viu, Editura Ramida, 1996
- Dubla personalitate în Renaștere: studiu monografic de antropologie stilistică, Editura Ramida, 1996
- Morții noștri vii din temnițe. Sonete, Editura Ramida, 1997
- Preoți în cătușe, în colaborare cu Irineu Slătineanu, Editura Ramida, 1997
- Antim Ivireanul: învățător, scriitor, personaj, Fundația "Antim Ivireanul", 1997
- Rugul Aprins de la Mănăstirea Antim la Aiud, Editura Ramida, 1998
- Patru eseuri despre Mircea Eliade, Editura Ramida, 1998
- Istoria literaturii române de detenție: Vol. 1 - Memorialistica reeducărilor; Vol. 2 - Mărturisirea colaborării, Editura Ramida, 1998
- Morala practică pentru creștinul începător, Editura Ramida, 1999
- Bucuriile și mâhnirile părintelui Sisoe din Boteni, Editura Ramida, 1999
- Jocul cu moartea: însemnări, pagini de jurnal și corespondență (1933-1957), Editura Humanitas, 1999
- Iubirea ca pasărea cerului și alte povestiri, Editura Ramida, 1999
- Genealogia românească. Istoric și bibliografie, Editura Istros - Muzeul Brăilei, 2000
- Memorie și strămoși, Editura Albatros, 2002
- Chemarea lui Dumnezeu în temnițele comuniste. Vol. I, Editura Agapis, 2002
- Hrandt, Editura Ararat, 2002
- Întemnițarea Părintelui Nicodim, Editura Agapis, 2003
- Însemnări pe “Calendarul meu” de Radu Gyr, Fundația Prof. George Manu, 2003
- Rugul Aprins. Arestare. Condamnare. Achitare, Editura Agapis, 2003
- Chemarea lui Dumnezeu în temnițele comuniste. Vol. II, Editura Agapis, 2004
- La capătul iadului: mărturii și documente, Editura Vremea, 2005
- Sandu Tudor și "Floarea de foc", Editura Panaghia, 2008
- Grupul celor șapte: pictura canadiană, Editura Anca, 2008
- Hiroshige,	Editura Maiko, 2008
- Calea cărții. Povestiri din viața Părintelui Nicodim Mandita, Editura Agapis, 2015

## Traduceri
- Oaspetele nepoftit. Povești armenești, București, 1968 (în colaborare cu Dirayr Mardichian);
- George Eliot, Silas Mamer, București, 1969;
- Victor Hugo - Ultima zi a unui condamnat la moarte. Bug-Jargal, Iași, 1971;
- Oscar Wilde - Mențiuni, prefață de Mihai Miroiu, București, 1972;
- Povestiri stranii. Pagini antologice din literatura anglo-saxonă, Cluj, 1973 (în colaborare cu Grigore Năstase);
- Antologia poeziei franceze de la Rimbaud până azi, 1974
- Montaigne, Aforisme, prefața traducătorului, București, 1977;
- Antologie de poezie americană de la începuturi până azi, 1978
- Necunoscutul. Antologie din literatura anglo-saxonă, Iași, 1981;
- Augustin - De magistro, București, 1994 (în colaborare cu Constantin Noica).